# تيري باكر
تيري باكر هو سياسي أمريكي، ولد في 3 أغسطس 1954 في ستامفورد في الولايات المتحدة، وتوفي في 14 ديسمبر 2015 في بريدجبورت في الولايات المتحدة. نشط حزبياً في الحزب الديمقراطي. وقد انتخب عضو مجلس نواب كونيتيكت ‏.